# Wi (kana)
ゐ in hiragana o ヰ in katakana è un kana giapponese, diventato obsoleto nel 1946 e usato prima e durante la Seconda guerra mondiale ed in rari casi usato ancor oggi, e rappresenta una mora.
Oggi, quando letto viene pronunciato "i".
Dal Periodo Nara fino all'inizio del periodo Kamakura era pronunciato ɰi (wyi) .
Tuttavia, durante il Periodo Kamakura per via del cambiamento della pronuncia della serie H in quello della serie W, ひ da ɸi diventò "wi" che andò in conflitto con ゐ, e verso la fine del XIII secolo, wi divenne uguale a い, anche se il suo uso nello stile scritto rimase invariato.
Fino al 1946, ゐ venne mantenuto come kana per la scrittura nelle parole nonostante non avesse più una pronuncia a sé, tutte le parole infatti che lo usavano sono state cambiate, come il verbo ゐる (居る, verbo "essere”, moderno いる).
Oggi ゐ è un kana obsoleto, che viene usato in ambito di scrittura in Giapponese classico, all'università, nelle leggi ancora scritte nello stile tradizionale e nella formazione dei nomi per i figli.
La forma katakana viene usato per la formazione di parole estere come "Whiskey", ウヰスキー, che corrisponde al suono ウィ.

## Origine
Derivato nel Periodo Heian dal man'yōgana 爲 (ui, fare)  mentre ヰ è derivato da 井 (Ji, pozzo).

## Scrittura

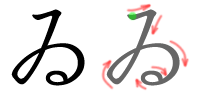
Stile di scrittura di ゐ

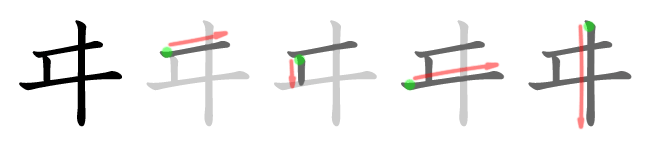
Stile di scrittura di ヰ